# 蔡凤震
蔡凤震（1947年—），汉族，中华人民共和国政治人物、第十一届全国政协委员。
加入中国共产党，担任空军原副参谋长。2008年，当选第十一届全国政协委员，代表对外友好界，分入第四十七组。